# Nicola Leali
Nicola Leali, né le 17 février 1993 à Castiglione delle Stiviere, est un footballeur italien évoluant au poste de gardien de but au Genoa CFC.

## Biographie
Nicola Leali fait ses débuts professionnels le 15 mai 2011 en Série A avec le Brescia Calcio face à l'AC Cesena (défaite 1-0). La saison suivante il dispute 18 matches avec son club formateur.
Le 3 juillet 2012, il est recruté par la Juventus pour 3,8 millions d'euros.
Il est prêté dans la foulée au SS Virtus Lanciano, où, en tant que titulaire, il dispute 37 matches de Série B. À l'issue de la saison il est élu meilleur gardien de but du championnat.
À la suite de ce bon exercice, il est convoqué par Devis Mangia afin de participer à l'Euro espoirs 2013. L'Italie y atteint la finale mais Nicola Leali n'y dispute aucun match.
Le 30 juillet 2013, Nicola Leali est prêté au Spezia Calcio par la Juventus pour un an avec option d'achat en copropriété. Il dispute son premier match avec son nouveau club le 10 août 2013 en coupe d'Italie face au Pro Patria Calcio (victoire 4-2).
En mars 2014, il est convoqué par Prandelli pour un stage avec la Nazionale.

## Statistiques
| Saison                | Club                    | Championnat           | Championnat | Championnat | Coupe(s) nationale(s) | Coupe(s) nationale(s) | Compétition(s) continentale(s) | Compétition(s) continentale(s) | Compétition(s) continentale(s) | Play-offs | Play-offs | Total | Total |
| Saison                | Club                    | Division              | M.          | B.          | M.                    | B.                    | Comp.                          | M.                             | B.                             | M.        | B.        | M.    | B.    |
| 2010-2011             | Brescia Calcio          | Serie A               | 1           | 0           | -                     | -                     | -                              | -                              | -                              | -         | -         | 1     | 0     |
| 2011-2012             | Brescia Calcio          | Serie B               | 16          | 0           | 2                     | 0                     | -                              | -                              | -                              | -         | -         | 18    | 0     |
| 2012-2013             | Virtus Lanciano (prêt)  | Serie B               | 37          | 0           | -                     | -                     | -                              | -                              | -                              | -         | -         | 37    | 0     |
| 2013-2014             | Spezia Calcio (prêt)    | Serie B               | 38          | 0           | 3                     | 0                     | -                              | -                              | -                              | 1         | 0         | 42    | 0     |
| 2014-2015             | AC Cesena (prêt)        | Serie A               | 28          | 0           | 1                     | 0                     | -                              | -                              | -                              | -         | -         | 29    | 0     |
| 2015-2016             | Frosinone Calcio (prêt) | Serie A               | 33          | 0           | 1                     | 0                     | -                              | -                              | -                              | -         | -         | 34    | 0     |
| 2016-2017             | Olympiakos (prêt)       | Superleague           | 13          | 0           | 4                     | 0                     | C1+C3                          | 0+10                           | 0                              | -         | -         | 27    | 0     |
| 2017-2018             | SV Zulte Waregem (prêt) | Jupiler Pro League    | 6           | 0           | 0                     | 0                     | C3                             | 2                              | 0                              | -         | -         | 8     | 0     |
| Total sur la carrière | Total sur la carrière   | Total sur la carrière | 166         | 0           | 11                    | 0                     | -                              | 10                             | 0                              | 1         | 0         | 188   | 0     |

## Palmarès

### En Club
- Championnat de Grèce : 2017

### En sélection
Avec l'équipe espoirs d'Italie, il est finaliste de l'Euro en 2013.

### Distinction individuelle
Il est élu meilleur gardien de Série B en 2013.